# 理念型
理念型（りねんけい）または理想型（りそうけい、独: Idealtypus）は、社会学における方法概念。マックス・ヴェーバーがその著作のなかで方法的に用いて一般化した。特定の社会現象の論理的な典型をあらわす概念で、単なる類型概念ではない。とはいえ理念型を用いての類型的把握は可能である。歴史的には啓蒙主義時代の社会契約説の国家観もこの範疇に含めることができる。
一般的に理念型は帰納法や演繹により得られず、一種の発想概念であると考えられている。自然科学的定理が実験で確認される経験事象からの飛躍を含んでいるように、理念型も社会現象の目的と動機から飛躍を伴って導き出されている。これをウェーバー自身は、「意味適合的」方法と呼んでいる。この理念型を定規のように社会現象の断面に添えて眺めることによって、側面的に社会現象を性格づけることができる。これにより具体的事象の発展過程や将来的な見通しをある程度までこの理念型に沿って性格づけ、予測することができる。方法的には分析的に社会現象の要素を一定程度まで分解し、その主要な部分を使って性格が明確に観察できる段階まで構築した概念が理念型であり、理念型はそれ自体で理論的に完結した原子的存在で時系列も含んでいると考えられる。
一般的な社会現象は単一の理念型に基づくのではなく、もろもろの理念型の影響が考えられ、理念型からの逸脱度合いによってその性格把握ができる。一度理念型を設定すると、それを使って作業仮説や理論構築に必要な要素を抽出することが可能である。しかしながら理念型は方法概念であり、本質概念の把握のために仮設された仮象的な概念であるため、理念型そのものが社会現象の本質を捉えているということは保証されていない。